# Loureiro (Oliveira de Azeméis)
Loureiro é uma vila portuguesa sede da Freguesia de Loureiro do Município de Oliveira de Azeméis, freguesia com 17,13 km² de área e 3638 habitantes (censo de 2021), tendo, assim, uma densidade populacional de 212,4 hab./km².
A povoação de Loureiro foi elevada à categoria de vila em 1995.
A Freguesia de Loureiro faz fronteira com as seguintes freguesias: Ul, Travanca, Pinheiro da Bemposta, S. Martinho da Gândara, Madail, Beduído e Avanca, as duas últimas do Município de Estarreja.
É conhecida pela sua antiga tradição realizada na segunda-feira de Páscoa, o "Saltar do Rego", que evoluiu ao longo dos anos para uma sobejamente concorrida corrida de cavalos.
Um dos atrativos principais é o recinto da Quinta do Barão, que é também sede da Associação Recreativa e Cultural de Loureiro, associação que cede gratuitamente instalações para as sedes sociais de outras associações, tais como: Banda de Música de Loureiro, TAL - Teatro Amador de Loureiro, PAZ Basebol Club e CDL - Clube Desportivo de Loureiro.
Nesta freguesia, existe também, desde 1899, a Banda de Música de Loureiro.
Em questão de escolas em loureiro podem ser encontradas a escola básica do primeiro ciclo e a Eb23 de Loureiro que da escolaridade até ao 3 ciclo (Agrupamento Escolas Loureiro).
MoldiT e Herculano - alfaias agrícolas - são as principais empresas sediadas na freguesia.

## Demografia
A população registada nos censos foi:
| Distribuição da População por Grupos Etários | Distribuição da População por Grupos Etários | Distribuição da População por Grupos Etários | Distribuição da População por Grupos Etários | Distribuição da População por Grupos Etários |
| -------------------------------------------- | -------------------------------------------- | -------------------------------------------- | -------------------------------------------- | -------------------------------------------- |
| Ano                                          | 0-14 Anos                                    | 15-24 Anos                                   | 25-64 Anos                                   | > 65 Anos                                    |
| 2001                                         | 590                                          | 483                                          | 1839                                         | 579                                          |
| 2011                                         | 511                                          | 413                                          | 1893                                         | 714                                          |
| 2021                                         | 463                                          | 363                                          | 2017                                         | 795                                          |

## Acessibilidades
- A1 (nó de Estarreja/Oliveira de Azeméis)
- A29 (nó de Estarreja Norte)
- E.N.224 para ligação à sede de concelho pela via antiga (5 km) ou pela variante (8 km), que possui dois nós na freguesia (Contumil e Arrota/Tonce)

## Património
- Largo de Alumieira, centro da vila, onde se destacam a Capela de Nossa Senhora da Alumieira, o Monumento ao Emigrante e um busto do Conselheiro Albino dos Reis
- Moinhos da Minhoteira
- Encosta da Moura
- Quinta do Barão
- Igreja de São João Baptista (matriz)
- Capelas de Nossa Senhora da Alumieira, de Santo António e de Nossa Senhora de Esperança
- Cruzeiros no terreiro da Alumieira e no lugar de Tonce
- Portões no sítio da Alumieira
- Busto do padre Caetano Brandão e do conselheiro Albino dos Reis
- Monumento ao Emigrante
- Casas de Frei Caetano Brandão e do Barão
- Moinhos

## Equipamentos
- Escola Básica Frei Caetano Brandão (Agrupamento de Escolas de Loureiro)
- Crédito Agrícola (Balcão de Loureiro)
- Correios